# 参差计划
参差计划（Cenci Journalism Project）在2011年创办，是中国内地首家以跨语言的全球视角持续关注边缘议题的新媒体，聲稱影响人群覆盖40,0000人。
参差计划拥有约400位来自全球各地的志愿译者，除英语、阿拉伯语、德语、法语、俄语、日语、意大利语、西班牙语、韩语九大主要语种之外，亦有波兰语、冰岛语、斯洛伐克语、塞尔维亚语、克罗地亚语、阿尔巴尼亚语等语言源，跨语言关注全球54个不同语种的媒体报道。

## 历史
2011年8月6日，康夏、曲喆等五位北京外国语大学的毕业生创办了这家线上的独立站点，以「消除新闻阅读中的语言障碍，为读者提供立体化新闻阅读的视角和比较新闻的材料，以使认识更接近真实」作为宗旨。网站成立时以「同样的事件，差异的报道」作为Slogan，后更改为「Any Language, Any Perspective, Anything Cenci」，在参差计划的3.0改版里，新的Slogan为「报道世界的另一个维度」。
截止2014年3月，参差计划的订阅读者约为140,000人次，其中包括超过3,200名中国学者和媒体人，根据2013年中旬完成的读者调查报告，参差计划的订阅读者普遍具备更高的受教育水平（47%硕士或以上; 54%年收入水平25万或以上）。创办至今，参差计划提供了超过6,000余篇世界各地的媒体译文和原创故事，与国内主流媒体及新媒体均有良好关系。
2012年中国两会期间，在“新闻别动队”站长韩巍帮助下，参差计划与搜狐财经合作，关注海外媒体对于中国两会事件的报道，并将编译后的版本授权搜狐财经频道首发，7日内共提供了来自7个不同语种的30余篇报道。
2012年上线不久，参差计划的文章得到了蒋方舟（《新周刊》副主编）及刘瑜（剑桥大学政治系讲师、作家）、大山（加拿大籍明星、因中国春节联欢晚会而家喻户晓的相声演员）的推荐，并在微博上引发了中国网友关于朝鲜问题的激烈讨论。
2012年1月台湾大选时，王健壮（台湾《中国时报》总编辑）授权参差计划发表其评论蔡英文的画饼，而廖信忠（台湾畅销书作家）也将其长篇故事外省人授权刊登在参差计划上。
除此之外，为参差计划提供过内容授权的还包括王烁（财新传媒主编）、安替（媒体人）、杨潇（《南方人物周刊》主笔，哈佛尼曼学者）、郑保卫（中国新闻学会会长）等传媒工作者，高井洁司（日本北海道大学名誉教授）、Codenoname（曾供职于俄新社、塔斯社等多家知名媒体的俄罗斯媒体人）、Mark Kitto（《中国杜鹃》作者）、Stuart Ramsay（英国天空新闻台首席记者）等外国作者以及薛兆丰（经济学家）、杨俊锋（法律学家）、杜君立（历史学家）等不同领域学者。
作为关注多语言报道的学习计划，参差计划为中国的媒体从业者提供了更多的信息源；与此同时，中国各大学的新闻系、语言系教授亦尝试使用参差计划作为课堂的案例展示工具。
2014年7月14日参差计划终止，所有大陆范围内的社交媒体帐号关闭，网址被屏蔽。在海外能访问网页和脸书页面，但参差计划主页显示他们将不再更新内容。

## 运营模式
参差计划不接收任何来自基金会或个人的捐赠，由创始人提供服务器、运营与活动所产生的全额资金。参差计划的主编、频道总监、编辑总监、责任编辑、频道编辑、译者角色均为线上工作的志愿者，在报道上采用众包新闻（Crowd-sourcing News）、众包翻译（Crowd-sourcing Translation）、协同报道（Collaborative reporting）的新媒体方式，而内容上则沿用传统媒体的“三级审稿”规则。
在3.0版本的参差计划里，新闻内容供应传统的倒金字塔结构被“钻石模型”（The News Diamond）所替代，以音频、视频、可视化数据、交互、全媒体平台及“下一个计划”媒体协作项目为辅助，为中国媒体的融合报道提供更为完整的形式。

## 媒体引用与文献
- 《The China Times》英文版报道：https://web.archive.org/web/20121022210649/http://www.thechinatimes.com/online/2012/03/2834.html
- 《北京周报》：https://web.archive.org/web/20130218130017/http://www.beijingreview.com.cn/2009news/renwu/2012-03/28/content_442929.htm
- 《Beijing Review》德文版报道：https://web.archive.org/web/20120504142423/http://german.beijingreview.com.cn/german2010/crp/2012-03/14/content_439708.htm
- 《北外风象》杂志报道：https://archive.today/20130408225752/http://site.douban.com/widget/notes/4428354/note/191639796/
- 《习得》网站报道：https://web.archive.org/web/20130119043228/http://xidewill.diandian.com/post/2012-04-11/19983719